# Santa Hercilia
Santa Hercilia es una vereda colombiana, ubicada en el departamento de Casanare y corresponde a la jurisdicción del municipio de San Luis de Palenque. Tiene una extensión de 2171.77 Ha. 
En esta vereda predominan los cultivos de caña, yuca, arroz y maíz. 
Santa Hercilia cuenta además, con la celebración del festival folclórico infantil y de adultos, los angelitos.